# Chamoux-sur-Gelon
Chamoux-sur-Gelon település Franciaországban, Savoie megyében. Lakosainak száma 961 fő (2022. január 1.). Chamoux-sur-Gelon Betton-Bettonet, Bourgneuf, Champ-Laurent, Châteauneuf, Montendry, Montgilbert és Villard-Léger községekkel határos.

## Népesség
A település népességének változása:
| Lakosok száma | 898  | 924  | 952  | 940  | 947  | 952  | 954  | 959  | 961  |
|               | 2013 | 2015 | 2016 | 2017 | 2018 | 2019 | 2020 | 2021 | 2022 |